# Selvister Ponnumuthan
Selvister Ponnumuthan (ur. 10 sierpnia 1956 w Viraly-Utchakkada) – indyjski duchowny rzymskokatolicki, od 2009 biskup Punalur.

## Życiorys
Święcenia kapłańskie przyjął 19 grudnia 1981. Po święceniach i kilkumiesięcznym stażu wikariuszowskim został prefektem niższego seminarium w Trivandrum. W latach 1990–1996 studiował w Rzymie, zaś po powrocie do kraju rozpoczął pracę w seminarium w Carmelgiri. W 1998 został wicerektorem tejże uczelni, zaś dziesięć lat później objął funkcję jej rektora.
8 maja 2009 został prekonizowany biskupem Punalur. Sakry biskupiej udzielił mu 28 czerwca 2009 abp Maria Callist Soosa Pakiam.